# Camp Hale-Continental Divide National Monument
Le Camp Hale-Continental Divide National Monument est une aire protégée américaine dans les comtés d'Eagle et de Summit, au Colorado. Désigné comme tel par le président des États-Unis Joe Biden le 12 octobre 2022, ce monument national protège 217,7 km2 déjà inclus de plus longue date dans la forêt nationale de White River, ce qui lui vaut d'être géré par le Service des forêts des États-Unis. En deux parties, il comprend notamment, à l'ouest, un ancien camp d'entraînement de la 10e division de montagne de l'United States Army, le camp Hale. Il culmine, à l'est, au pic Quandary, à 4 348 mètres d'altitude.